# Paschalis Paschalidis
Paschalis Paschalidis, gr. Πασχάλης Πασχαλίδης (ur. 1929 w Nikozji, zm. 18 czerwca 2008 w Atenach) – cypryjski polityk i ekonomista, bliski współpracownik arcybiskupa Makariosa III, w latach 1959–1960 minister, kandydat w wyborach prezydenckich.

## Życiorys
Studiował ekonomię i nauki polityczne w Londynie. Pracował w kompanii Eliniki Metaleftiki Eteria (EME), która została przekazana Kościołowi Cypru. Był bliskim współpracownikiem Makariosa III, w 1954 został jego sekretarzem. Wchodził w skład komisji mającej na celu reorganizację aparatu państwowego w związku z planowaną niepodległością Cypru. Od kwietnia 1959 do sierpnia 1960 sprawował urząd ministra handlu i przemysłu. Pełnił też funkcję prezesa holdingu EME, w połowie lat 70. współtworzył bank Eliniki Trapeza (którego głównym udziałowcem stał się wówczas Kościół Cypru).
W 1993 kandydował w wyborach prezydenckich z poparciem ugrupowań DIKO i EDEK. W pierwszej turze zajął trzecie miejsce z wynikiem 18,6 głosów. Przed drugą turą udzielił poparcia Glafkosowi Kliridisowi.
Był ojcem polityk Kateriny Pandelidu Paschalidu.